# Suurlaid
Suurlaid is een onbewoond eiland binnen de territoriale wateren van Estland. Het ligt in baai Pädaste lõpp, een onderdeel van de Golf van Riga aan de zuidkust van het veel grotere eiland Muhu. Bestuurlijk valt het onder de plaats Laheküla in de gemeente Muhu.
De (wat tegenstrijdige) naam betekent ‘groot eilandje’.

## Geografie
Het eiland is zeer vlak; het hoogste punt ligt 2,1 meter boven de zeespiegel. Het wordt gebruikt als weidegrond. De zeestraat tussen Suurlaid en Muhu is op één punt in het noordelijk deel dichtgeslibd. De wateren rond Suurlaid zijn rijk aan vis.